# Undeloh
Undeloh (dolnoniem. Unnel) – miejscowość i gmina w niemieckim kraju związkowym Dolna Saksonia, w powiecie Harburg, należy do gminy zbiorowej (niem. Samtgemeinde) Hanstedt.

## Położenie geograficzne
Undeloh leży w północnej części Pustaci Lüneburskiej w pobliżu jej najwyższego wzniesienia Wilseder Berg. Od wschodu ma sąsiedztwo gminy Egestorf, od północy gminy Hanstedt i gminy Jesteburg z powiatu Harburg i od południa gminy Bispingen z powiatu Heidekreis.

## Historia
Po raz pierwszy miejscowość Undeloh była wzmiankowana w 1190 r. w księgach z Verden w załączniku do umowy pomiędzy Henrykiem Lwem a biskupem Tamo z Verden (Aller).

## Dzielnice gminy
W skład gminy Undeloh wchodzą następujące dzielnice: Undeloh, Wehlen i Wesel.